# Rebeka (poemat)

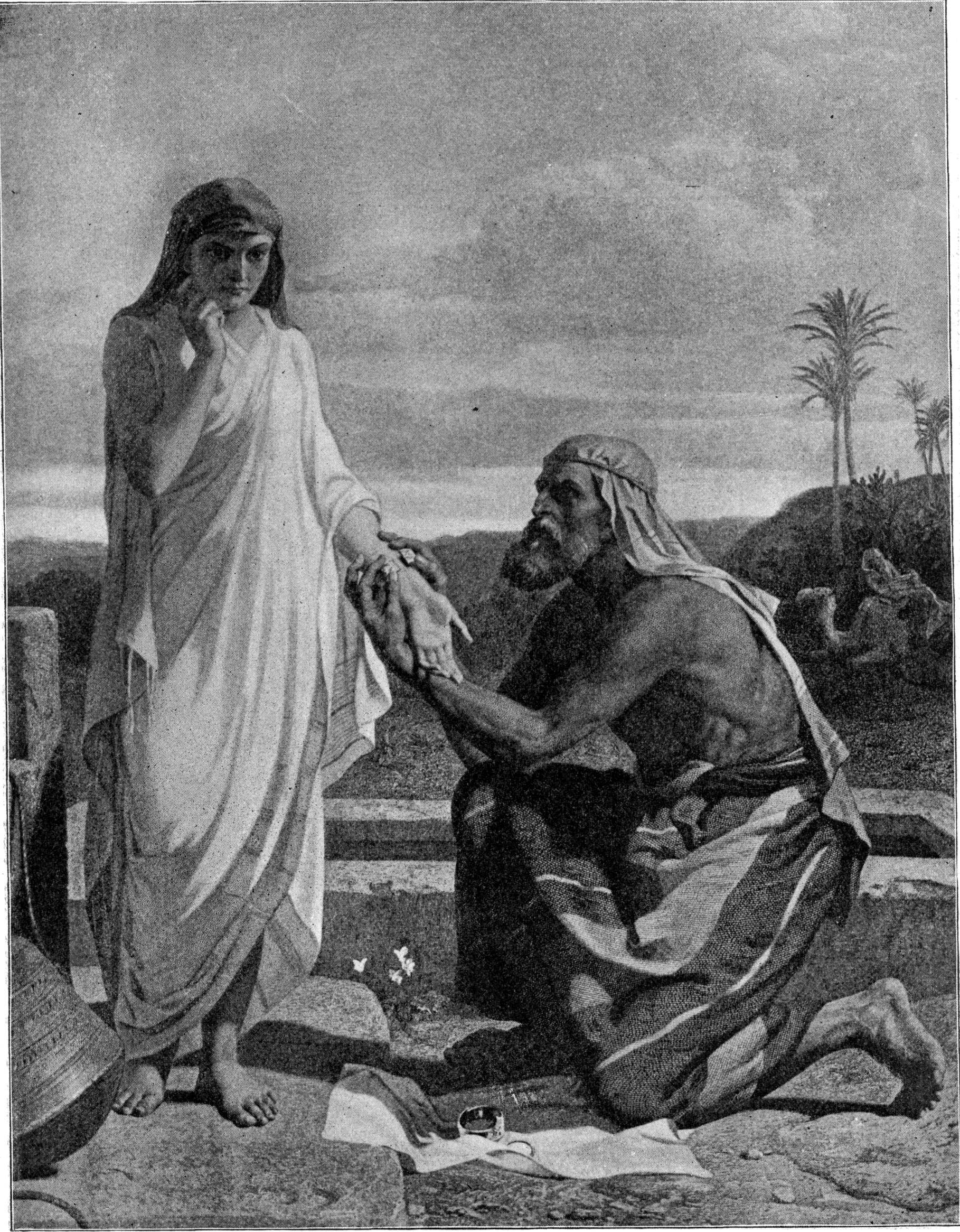
Rebeka i Elizer

Rebeka – poemat Jana Kasprowicza, pochodzący z cyklu Z motywów biblijnych, podobnie jak utwory o Mojżeszu i Judycie. Utwór jest napisany strofą saficką, czyli zwrotką czterowersową złożoną z trzech wersów jedenastozgłoskowych i jednego pięciozgłoskowego, rymowaną abab. Utwór jest oparty na biblijnej Księdze Rodzaju. Opowiada o tym, jak Eliezer wyprawił się w poszukiwaniu żony dla Izaaka.
Lecz nim pożegnam świat i ludzkie sprawy,
Nim rzucę gniazdo, gdzie się trud wylęga,
Gdzie o kęs miejsca z wrogiem przebój krwawy
Życie rozprzęga,
Niech uspokoi twoja mnie przysięga,
Żem szczęście syna w zacną oddał pieczę,
Stokroć pewniejszą, niż stali potęga —
Tarcze i miecze...